# بيت الزهري (مناخة)

تعديل مصدري - تعديل

بيت الزهري هي إحدى قرى عزلة مناخة بمديرية مناخة التابعة لمحافظة صنعاء، بلغ تعداد سكانها 70 نسمة حسب تعداد اليمن لعام 2004.